# UTC+07:30
UTC+7:30 – dawna strefa czasowa, odpowiadająca czasowi słonecznemu południka 112°30'E, obowiązująca w Singapurze w latach 1941–1942 oraz 1945–1981 (w latach 1942-1945, w trakcie okupacji japońskiej obowiązywał czas UTC+9:00).
W 1982 roku w Singapurze przyjęto używaną obecnie strefę czasową UTC+8:00.